# Actinolema macrolema
Actinolema macrolema är en växtart i släktet Actinolema och familjen flockblommiga växter. Den beskrevs av Pierre Edmond Boissier.

## Utbredning
Arten förekommer i västra Asien, från mellersta Turkiet till nordvästra Iran och Syrien.